# Ніжинська старовина
«Ніжинська старовина» — науково історико-культурологічний збірник. Започаткований у 2001 р. Збірник є логічним продовженням однойменної серії тематичних наукових видань «Греки в Ніжині», присвячених історії грецької громади в Ніжині та, почасти питанням україно-грецьких стосунків. Усього впродовж 2001—2004 р.р. вийшло три числа таких збірок.
Періодичність: 2 рази на рік.
Засновник: Центр пам'яткознавства НАН України і Українське товариство охорони пам'яток історії та культури (Відділення історії, філософії та права).

## Вміст
На сторінках збірника вміщено ніжинознавчі студії історичного, пам'яткознавчого, краєзнавчого та археографічного спрямування, розвиток промислів на Ніжинщині, видатні діячі Ніжинщини. Дослідження пам'яток археології, архітектури та містобудування, історії та культури Північного Лівобережжя України.